# (804) Испания
(804) Испания (исп. Hispania) — очень крупный астероид главного пояса, который был открыт 20 марта 1915 года испанским астрономом Хосе Комасом в обсерватории Фабра, недалеко от Барселоны и назван в честь родной страны первооткрывателя  — Испании и стал первым астероидом, открытым представителем этой страны.

Орбита астероида Испания и его положение в Солнечной системе
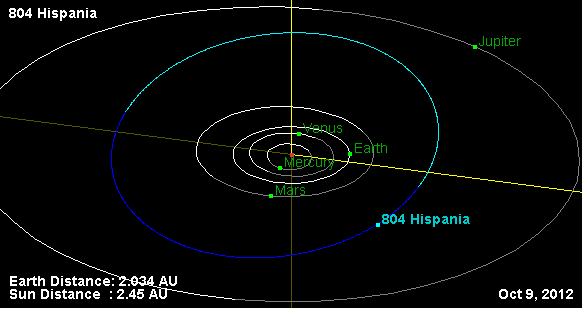
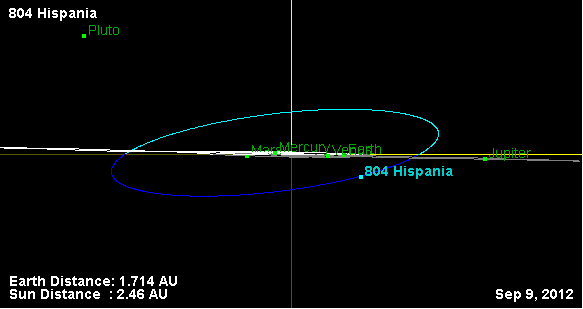